# MacBook (2015–2019)
12-дюймовий MacBook (продається під назвою new MacBook (укр. новий MacBook), також знаний як Retina MacBook) — ноутбук Macintosh, що був розроблений і продається компанією Apple Inc. У лінійці продуктів Apple він вважався пристроєм преміум-класу в порівнянні з MacBook Air другого покоління (які на той момент були представлені 11,6- та 13,3-дюймовими моделями, які були більшими та важчими, але не мали екрану Retina з високою роздільною здатністю та мали товстіші рамками), але мав нижчу продуктивність ніж MacBook Pro.
Він був представлений у березні 2015 року. Він був компактнішим, ніж будь-який інший ноутбук у сімействі MacBook того часу, і мва дисплей Retina, безвентиляторну будову, меншу клавіатуру «метелик» і один порт USB-C для живлення та передачі даних. Його було знято з виробництва в липні 2019 року, а його нішу, значною мірою, зайняв MacBook Air третього покоління з дисплеєм Retina.

## Огляд
MacBook був анонсований на спеціальному заході Apple 9 березня 2015 року і вийшов за місяць, 10 квітня. У ньому використовувалися процесори Intel Broadwell Core M з TDP близько 4,5 Вт, щоб забезпечити безвентиляторну будову і використання материнської плати, яка набагато менша, ніж у попередніх MacBook. Ноутбук мав подібний вигляд до MacBook Air, але був тоншим і легшим, мав (на момент представлення) більше опертаивної пам'яті та більший накопичувач, а також дисплей Retina з більшою роздільною здатністю 2304×1440, але нижчу продуктивність процесора та графічного процесора. MacBook був доступний у космічному сірому, сріблястому та золотистому кольорах.

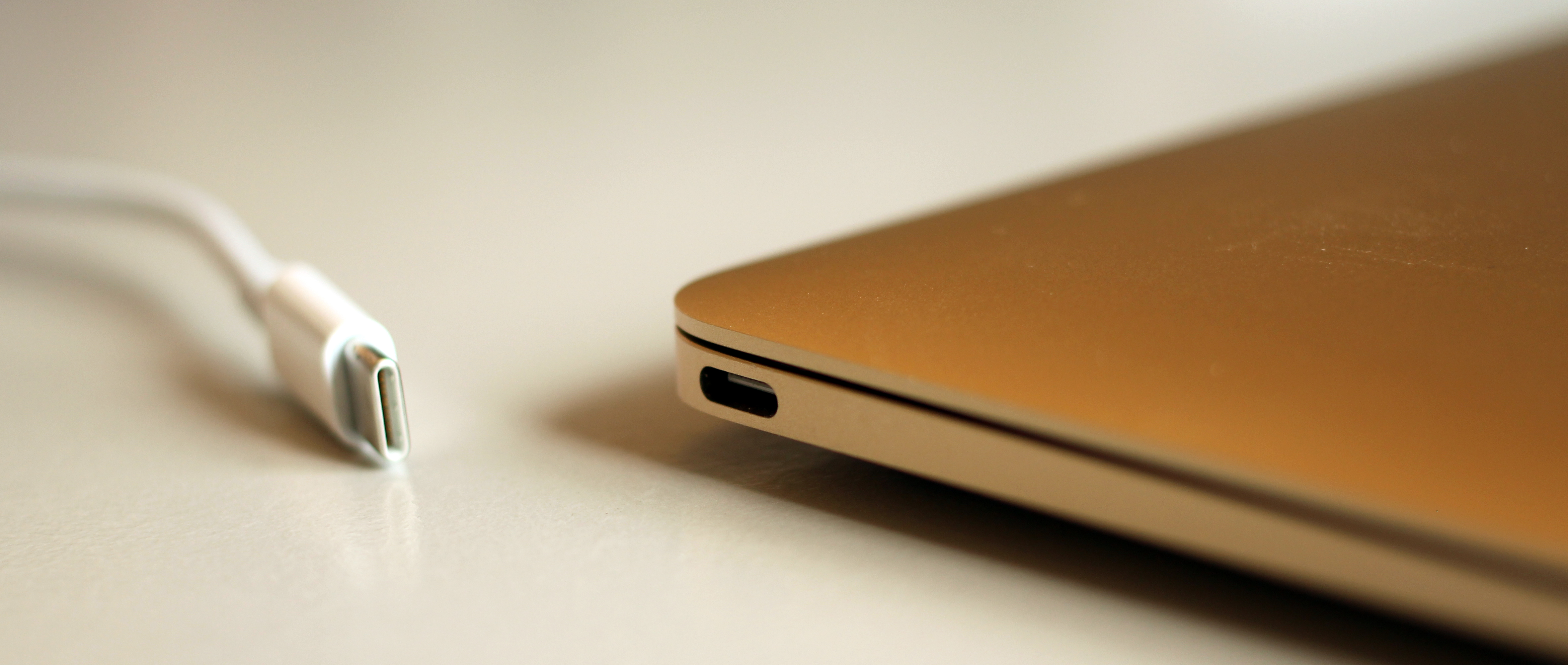
USB-C на MacBook

MacBook має лише два роз'єми, порт для навушників 3,5 мм і один багатоцільовий порт USB-C; це був перший Mac з USB-C. Порт підтримує швидкість передачі до 5 Гбіт/с і може використовуватися для передачі даних, аудіо/відео, а також для зарядки; це був перший MacBook без зарядки MagSafe. Apple продає адаптер, який може забезпечувати повнорозмірний USB-роз'єм, а також «цифровий AV-адаптер з багатьма портами» (англ. Digital AV Multiport Adapter) з наскрізною зарядкою, повнорозмірним USB-портом і виходом HDMI. Хоча технологія Thunderbolt 3 використовує роз'єми USB-C, порт USB-C цього MacBook не підтримує інтерфейс Thunderbolt. Це був на момент випуску один із двох комп'ютерів Mac разом із Mac Pro 2012 року, який не підтримував технологію Thunderbolt, яка була представлена у комп'ютерах Mac у 2011 році. Пристрої Thunderbolt, такі як носії інформації та Apple Thunderbolt Display, несумісні з цим MacBook. Незабаром після виходу MacBook різні компанії почали анонсувати кабелі та адаптери для порту USB-C.
Попри невеликий розмір, він має повнорозмірну клавіатуру та великий трекпад. У MacBook зʼявилася нова клавіатуру Butterfly (укр. Метелик), у якій традиційні клавіші були замінені на новий розроблений Apple механізм «Метелик», що робить клавіатуру тоншою і, як стверджує Apple, окремі клавіші стали стабільнішими. Підсвічування клавіатури більше не складалося з ряду світлодіодів і світловодної панелі, а замість цього використовувався один світлодіод для кожної клавіші. У ньому також зʼявився твердотільний трекпад Force Touch, який вимірює чутливість до натиску та відтворює клацання з тактильним зворотним зв'язком. Пізніше такий же трекпад зʼявився у Magic Trackpad 2 і MacBook Pro 2015 року. Подібна технологія (3D Touch) також використовується в Apple Watch і зʼявилася в iPhone 6S.
Алюмінієвий корпус був завтовшки 13,1 мм у найтовстішому місці на кінці шарніра. Акумулятор був спеціально розроблений, щоб заповнити доступний простір у невеликому корпусі. Ноутбук використовує новий літій-полімерний акумулятор з терасовою батареєю потужністю 39,7 Вт•год, яка, як заявляє Apple, забезпечує роботу ноутбука цілий день без підзарядки. Apple заявила про дев'ять годин роботи в інтенеті або десять годин перегляду фільмів в iTunes. Під час оновлення 2016 року акумулятор був покращений: Apple заявила про десять годин роботи в інтернеті та одинадцять годин відтворення фільмів в iTunes. Конструкція MacBook не містить берилію, бромованого антипірену або полівінілхлориду. Дисплей був виготовлений зі скла без миш'яку. Він був виготовлений з матеріалів, що підлягають переробці, таких як алюміній і скло, відповідає стандартам Energy Star 6.1 і отримав золотий рейтинг EPEAT.
19 квітня 2016 року Apple оновила MacBook, оснастивши його процесорами Skylake Core M, графікою Intel HD 515, швидшою оперативною пам'яттю, тривалим терміном служби акумулятора, швидшим накопичувачем та новим золотистим рожевим покриттям.
5 червня 2017 року Apple оновила MacBook, оснастивши його процесорами Intel Kaby Lake m3, i5 і i7 (раніше відомими як m3, m5 і m7). Також оновлений MacBook був оснащений клавіатурою-метеликом другого покоління з новими символами для клавіш керування та опцій. MacBook також отримав швидші накопичувач та оперативну пам'ять.
30 жовтня 2018 року Apple без презентації та анонсу вилучила два кольори (золотистий рожевий та оригінальне золото) і додала новий колір (нове золото), щоб відповідати колірній схемі MacBook Air 2018 року.
9 липня 2019 року Apple без оголошення припинила випуск цієї лінійки MacBook.
7 червня 2021 року Apple випустила операційну систему macOS Monterey, яка не підттримувала моделі MacBook початку 2015 року.
30 червня 2021 року Apple додала модель MacBook початку 2015 року до свого переліку «вінтажних продуктів» (англ. vintage products), через що ноутбук може отримувати лише обмежену підтримку.

## Дизайн

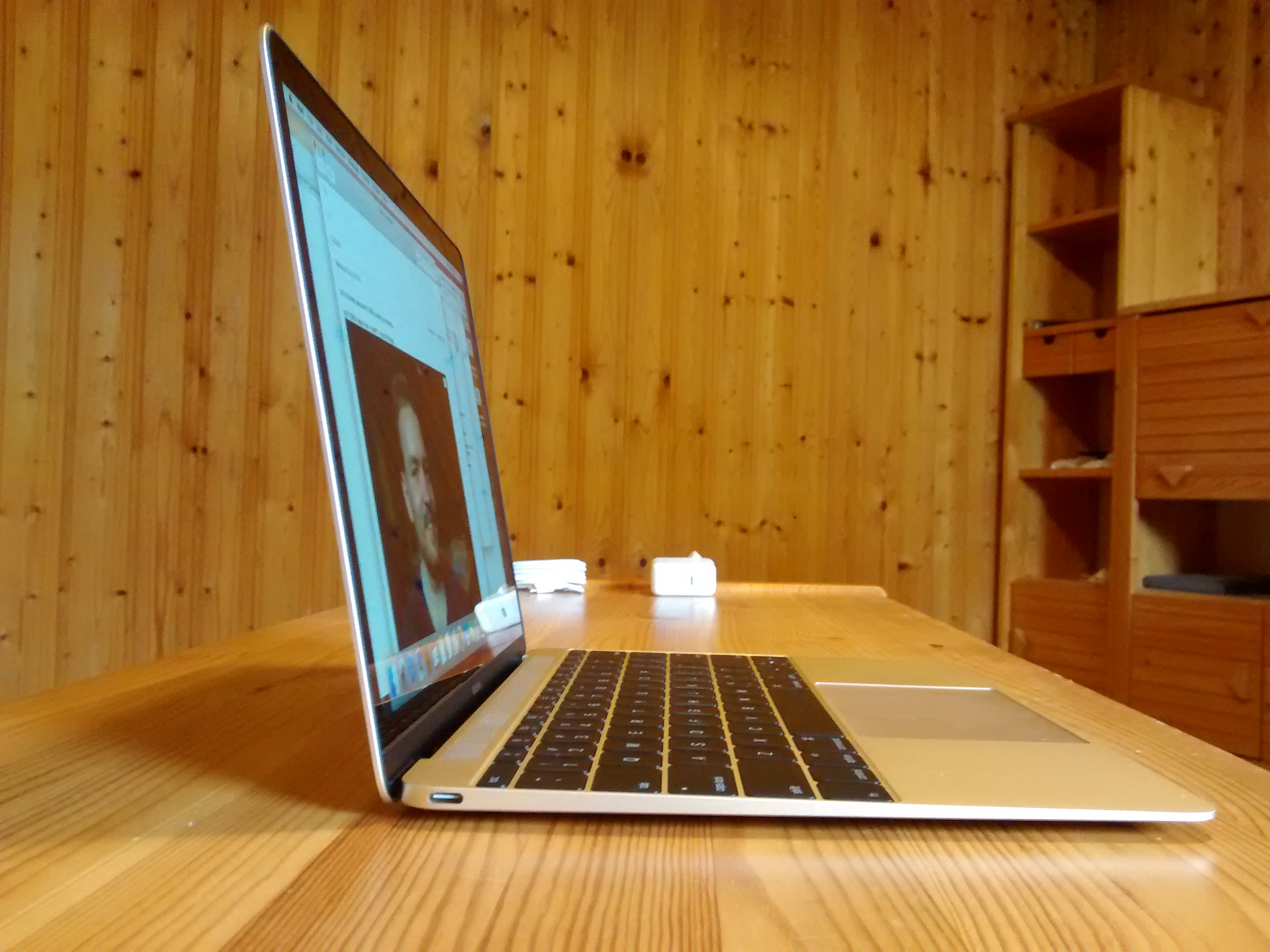
Вид збоку на MacBook

Зовні MacBook має такий же дизайн, як у MacBook Air, із конічним алюмінієвим корпусом. Він має суцільний екран з чорними рамками, подібно до MacBook Pro. Логотип Apple на задній панелі дисплея глянсовий і непрозорий, а не підсвічений і білий, як це було у кожному ноутбуці Apple, починаючи з PowerBook G3 1999 року та iBook 2001 року. Це найтонший і найлегший ноутбук, вироблений Apple на сьогоднішній день, завтовшки 1,32 см у найтовщому місці та вагою 0,92 кг.
Літери на клавіатурі MacBook і назва моделі в нижній частині рамки екрану нанесені шрифтом San Francisco, тоді як у дизайні попередніх ноутбуків Apple використовували шрифт VAG Rounded.
Представлення Apple золотистого кольору MacBook було прикладом позиціонування компанії як бренду преміум-сегменту. Компанія доповнила лінійку золотистим кольором після того, як вивялиа, що золотий iPhone 5S вважається популярним знаком розкоші серед китайських клієнтів.

## Відгуки
Сприйняття MacBook було неоднозначним. Критики високо оцінили дизайн і загальну якість продукту, дехто вважав його потенційним наступником MacBook Air, оскільки Air мав застарілий дизайн і екран з низькою роздільною здатністю. Однак Apple продовжувала пропонувати покупцям MacBook Air, продаючи MacBook за значно вищою ціною. Деякі критики говорили про MacBook як про обмежений продукт першого покоління для перевірки продукту на перших користувачах і рекомендували не купувати MacBook, поки він не стане зрілішим, і його ціна не впаде достатньо для споживачів. Повільну продуктивність процесора Intel Core M назвали основним недоліком нового MacBook, порівняно з дешевшими і швидшими MacBook Air і MacBook Pro. Серед інших недоліків нового MacBook називали відсутність різних популярних портів, зокрема портів USB Type-A, а також те, що він має лише один порт, який обмежує передачу даних та загальну зручність без використання адаптера.
Клавіатура була піддана критиці, як погана для тривалого використання: розробник Марко Армент описав збірку та малий розмір ноутбука як «абсолютно дивовижну, революційну та вражаючу… поки вам не доведеться використовувати клавіатуру для чогось». Він також розкритикував трекпад як гірший, ніж на попередніх MacBook, і сказав, що поверне куплену модель.
У звіті AppleInsider стверджується, що оновлена клавіатура-метелик виходить з ладу вдвічі частіше, ніж попередні моделі, часто через частинки сміття, які застрягли під клавішами. За оцінками, ремонт застряглих клавіш коштував понад 700 доларів. У травні 2018 року проти Apple було подано два колективні позови щодо проблеми з клавіатурою, в одному із яких йшлося про «постійну проблему натиску непотрібних клавіш і супутню поломку клавіатури» та було звинувачено Apple у тому, що компанія не повідомила споживачів про цю проблему. У червні 2018 року Apple оголосила про програму для «безкоштовного обслуговування відповідних клавіатур MacBook та MacBook Pro».

## Технічні характеристики
|  | Вінтажні |  | Зняті з виробництва |

| Модель             | Модель                               | Початку 2015 року | Початку 2016 року | Середини 2017 року |
| ------------------ | ------------------------------------ | --- | --- | --- |
| Хронологія         | Анонсовано                           | 9 березня 2015 | 19 серпня 2016 | 5 червня 2017 |
| Хронологія         | Випущено                             | 10 квітня 2015 | 19 серпня 2016 | 6 червня 2017 |
| Хронологія         | Знято з виробництва                  | 19 квітня 2016 | 5 червня 2017 | 9 липня 2019 |
| Хронологія         | Вінтажний                            | 30 червня 2021 | не вінтажна | не вінтажна |
| Хронологія         | Застарілий                           | не застаріла | не застаріла | не застаріла |
| Виробництво        | Ідентифікатор моделі                 | MacBook8,1 | MacBook9,1 | MacBook10,1 |
| Виробництво        | Номер моделі                         | A1534, EMC 2746 | A1534, EMC 2991 | A1534, EMC 3099 |
| Виробництво        | Номери замовлення                    | MJY32 (1,1 ГГц із накопичувачем на 256 ГБ, Космічний сірий) MJY42 (1,2 ГГц із накопичувачем на 512 ГБ, Космічний сірий) MF855 (1,1 ГГц із накопичувачем на 256 ГБ, Сріблястий) MF865 (1,2 ГГц із накопичувачем на 512 ГБ, Сріблястий) MK4M2 (1,1 ГГц із накопичувачем на 256 ГБ, Золотистий) MK4N2 (1,2 ГГц із накопичувачем на 512 ГБ, Золотистий) | MLH72 (1,1 ГГц із накопичувачем на 256 ГБ, Космічний сірий) MLH82 (1,2 ГГц із накопичувачем на 512 ГБ, Космічний сірий) MLHA2 (1,1 ГГц із накопичувачем на 256 ГБ, Сріблястий) MLHC2 (1,2 ГГц із накопичувачем на 512 ГБ, Сріблястий) MLHE2 (1,1 ГГц із накопичувачем на 256 ГБ, Золотистий) MLHF2 (1,2 ГГц із накопичувачем на 512 ГБ, Золотистий) MMGL2 (1,1 ГГц із накопичувачем на 256 ГБ, Золотистий рожевий) MMGM2 (1,2 ГГц із накопичувачем на 512 ГБ, Золотистий рожевий) | MNYF2 (1,2 ГГц із накопичувачем на 256 ГБ, Космічний сірий) MNYG2 (1,3 ГГц із накопичувачем на 512 ГБ, Космічний сірий) MNYH2 (1,2 ГГц із накопичувачем на 256 ГБ, Сріблястий) MNYJ2 (1,3 ГГц із накопичувачем на 512 ГБ, Сріблястий) MNYK2 (1,2 ГГц із накопичувачем на 256 ГБ, Золотистий) MNYL2 (1,3 ГГц із накопичувачем на 512 ГБ, Золотистий) MNYM2 (1,2 ГГц із накопичувачем на 256 ГБ, Золотистий рожевий) MNYN2 (1,3 ГГц із накопичувачем на 512 ГБ, Золотистий рожевий) |
| Дисплей            | Дисплей                              | 12-дюймовий глянцевий широкоекранний дисплей Retina із підсвічування LED, 2304 × 1440 (16∶10), 226 пікселів/дюйм, з мільйонами кольорів (підтримувана масштабована роздільна здатність: 2880 × 1800, 2560 × 1600 (за замовчуванням), 2048 × 1280)                                                                                                   | 12-дюймовий глянцевий широкоекранний дисплей Retina із підсвічування LED, 2304 × 1440 (16∶10), 226 пікселів/дюйм, з мільйонами кольорів (підтримувана масштабована роздільна здатність: 2880 × 1800, 2560 × 1600 (за замовчуванням), 2048 × 1280) | 12-дюймовий глянцевий широкоекранний дисплей Retina із підсвічування LED, 2304 × 1440 (16∶10), 226 пікселів/дюйм, з мільйонами кольорів (підтримувана масштабована роздільна здатність: 2880 × 1800, 2560 × 1600 (за замовчуванням), 2048 × 1280) |
| Відеокамера        | Відеокамера                          | iSight (480p) Intel Core M | iSight (480p) Intel Core M | iSight (480p) Intel Core M |
| Продуктивність     | Процесор                             | 1,1 ГГц (M-5Y31) 2-ядерний Intel Core M Broadwell (Turbo Boost до 2,4 ГГц) із 4 МБ кеш-пам'яті L3 1,2 ГГц (M-5Y51) 2-ядерний Intel Core M Broadwell (Turbo Boost до 2,6 ГГц) із 4 МБ кеш-пам'яті L3 Додатково 1,3 ГГц (M-5Y71) 2-ядерний Intel Core M Broadwell (Turbo Boost до 2,9 ГГц) із 4 МБ кеш-пам'яті L3                                     | 1,1 ГГц 2-ядерний Intel Core M3-6Y30 Skylake (режим cTDP Up, Turbo Boost до 2,2 ГГц) із 4 МБ кеш-пам'яті L3 1,2 ГГц 2-ядерний Intel Core M5-6Y54 Skylake (режим cTDP Up, Turbo Boost до 2,7 ГГц) із 4 МБ кеш-пам'яті L3 Додатково 1,2 ГГц 2-ядерний Intel Core M7-6Y75 Skylake (режим cTDP Up, Turbo Boost до 3,1 ГГц) із 4 МБ кеш-пам'яті L3 | 1,2 ГГц 2-ядерний процесор Intel Core M3-7Y32 Kaby Lake (Turbo Boost до 3,0 ГГц) із 4 МБ кеш-пам'яті L3 1,3 ГГц 2-ядерний процесор Intel Core i5-7Y54 Kaby Lake (Turbo Boost до 3,2 ГГц) із 4 МБ кеш-пам'яті L3 Додатково 1,4 ГГц 2-ядерний процесор Intel Core i7-7Y75 Kaby Lake (Turbo Boost до 3,6 ГГц) із 4 МБ кеш-пам'яті L3 |
| Продуктивність     | Системна шина                        | Н/Д | 4 ГТ/с OPI (макс. теоретична пропускна здатність 4 ГБ/с) | 4 ГТ/с OPI (макс. теоретична пропускна здатність 4 ГБ/с) |
| Продуктивність     | Пам'ять                              | 8 ГБ 1600 МГц LPDDR3 SDRAM | 8 ГБ 1866 МГц LPDDR3 SDRAM | 8 ГБ 1866 МГц LPDDR3 SDRAM Додатково до 16 ГБ оперативної пам’яті лише на момент покупки |
| Продуктивність     | Графіка                              | Intel HD Graphics 5300 із LPDDR3 SDRAM об'єднаної пам'яті | Intel HD Graphics 515 із LPDDR3 SDRAM об'єднаної пам'яті | Intel HD Graphics 615 із LPDDR3 SDRAM об'єднаної пам'яті |
| Продуктивність     | Накопичувач                          | 256 ГБ або 512 ГБ NVMe/PCIe 2,0 ×4, 5,0 ГТ/с | 256 ГБ або 512 ГБ NVMe/PCIe 3,0 ×2, 8,0 ГТ/с | 256 ГБ або 512 ГБ NVMe |
| Введення/Виведення | Wi-Fi                                | Інтегрований 802.11a/b/g/n/ac (2,4 ГГц і 5 ГГц, до 1,3 Гбіт/с) | Інтегрований 802.11a/b/g/n/ac (2,4 ГГц і 5 ГГц, до 1,3 Гбіт/с) | Інтегрований 802.11a/b/g/n/ac (2,4 ГГц і 5 ГГц, до 1,3 Гбіт/с) |
| Введення/Виведення | Bluetooth                            | Bluetooth 4.0 | Bluetooth 4.0 | Bluetooth 4.2 |
| Введення/Виведення | USB                                  | USB 3.1 покоління 1 через USB-C, до 5 Гбіт/с (для живлення, перетворюється на USB Type-A і відеовихід через окремий адаптер) | USB 3.1 покоління 1 через USB-C, до 5 Гбіт/с (для живлення, перетворюється на USB Type-A і відеовихід через окремий адаптер) | USB 3.1 покоління 1 через USB-C, до 5 Гбіт/с (для живлення, перетворюється на USB Type-A і відеовихід через окремий адаптер) |
| Введення/Виведення | Аудіо                                | Аудіороз'єм для навушників (підтримує гарнітуру iPhone з дистанційним керуванням і мікрофоном) | Аудіороз'єм для навушників (підтримує гарнітуру iPhone з дистанційним керуванням і мікрофоном) | Аудіороз'єм для навушників (підтримує гарнітуру iPhone з дистанційним керуванням і мікрофоном) |
| Введення/Виведення | Відео вихід                          | Альтернативний режим USB-C DisplayPort 1.2 (макс. 4096 × 2304 @ 48 Гц або 3840 × 2160 @ 60 Гц) | Альтернативний режим USB-C DisplayPort 1.2 (макс. 4096 × 2304 @ 60 Гц) | Альтернативний режим USB-C DisplayPort 1.2 (макс. 4096 × 2304 @ 60 Гц) |
| Введення/Виведення | Клавіатура                           | Механізм «Метелик» | Механізм «Метелик» | Механізм «Метелик» другого покоління |
| Живлення           | Живлення                             | Акумулятор 39,7 Вт•год Адаптер живлення USB‑C потужністю 29 Вт | Акумулятор 41,4 Вт•год Адаптер живлення USB‑C потужністю 29 Вт | Акумулятор 41,4 Вт•год Адаптер живлення USB‑C потужністю 29 Вт |
| Зовнішній вигляд   | Вага                                 | 0,92 кг | 0,92 кг | 0,92 кг |
| Зовнішній вигляд   | Розміри (ширина х глибина х товщина) | 280,42 мм × 196,60 мм × 3,56 мм–13,21 мм | 280,42 мм × 196,60 мм × 3,56 мм–13,21 мм | 280,42 мм × 196,60 мм × 3,56 мм–13,21 мм |
| Зовнішній вигляд   | Кольори                              | Космічний сірий, Сріблястий, Золотистий | Космічний сірий, Сріблястий, Золотистий, Золотистий рожевий | Космічний сірий, Сріблястий, Золотистий, Золотистий рожевий; у 2018 році Золотистий рожевий та Золотистий (оригінальний) замінили на новий Золотистий |
| Операційна система | Мінімальна                           | OS X 10.10 Yosemite | OS X 10.11 El Capitan | macOS 10.12 Sierra |
| Операційна система | Останній випуск                      | macOS 11 Big Sur | macOS 12 Monterey | macOS 13 Ventura |

## Підтримувані операційні системи

### Підтримувані випуски macOS
| Реліз ОС          | Модель       | Модель       | Модель        |
| Реліз ОС          | Початку 2015 | Початку 2016 | Середини 2017 |
| ----------------- | ------------ | ------------ | ------------- |
| 10.10 Yosemite    | Так          | Ні           | Ні            |
| 10.11 El Capitan  | Так          | Так          | Ні            |
| 10.12 Sierra      | Так          | Так          | Так           |
| 10.13 High Sierra | Так          | Так          | Так           |
| 10.14 Mojave      | Так          | Так          | Так           |
| 10.15 Catalina    | Так          | Так          | Так           |
| 11 Big Sur        | Так          | Так          | Так           |
| 12 Monterey       | Патч         | Так          | Так           |
| 13 Ventura        | Ні           | Ні           | Так           |

### Підтримувані версії Windows
| Версія Windows | Модель    | Модель    |
| Версія Windows | 2015/2016 | Сер. 2017 |
| -------------- | --------- | --------- |
| Windows 8      | Так       | Ні        |
| Windows 8.1    | Так       | Ні        |
| Windows 10     | Так       | Так       |

1. ↑  Windows 8 можна встановити лише на комп’ютерах Mac із Boot Camp 5.0–6.0 під управління OS X 10.11 або ранішої версії.
2. ↑  Для Windows 8 і новіших версій підтримуються лише 64-розрядні версії Windows.
3. ↑  Windows 8.1 можна встановити лише на комп’ютерах Mac із Boot Camp 5.1 або новішої версії, під управління macOS High Sierra або ранішої версії. Пізніші версії macOS більше не підтримують Windows 8.1.
4. ↑  Windows 10 можна встановити лише на комп’ютерах Mac із Boot Camp 6.0 або новішої версії. Це єдина версія Windows, яка підтримується на macOS Mojave і новіших версіях.

## Хронологія
| Хронологія всіх портативних комп’ютерів Macintosh |
| ------------------------------------------------- |
| Див. також: Хронологія моделей Macintosh          |